# بیوک سنچری

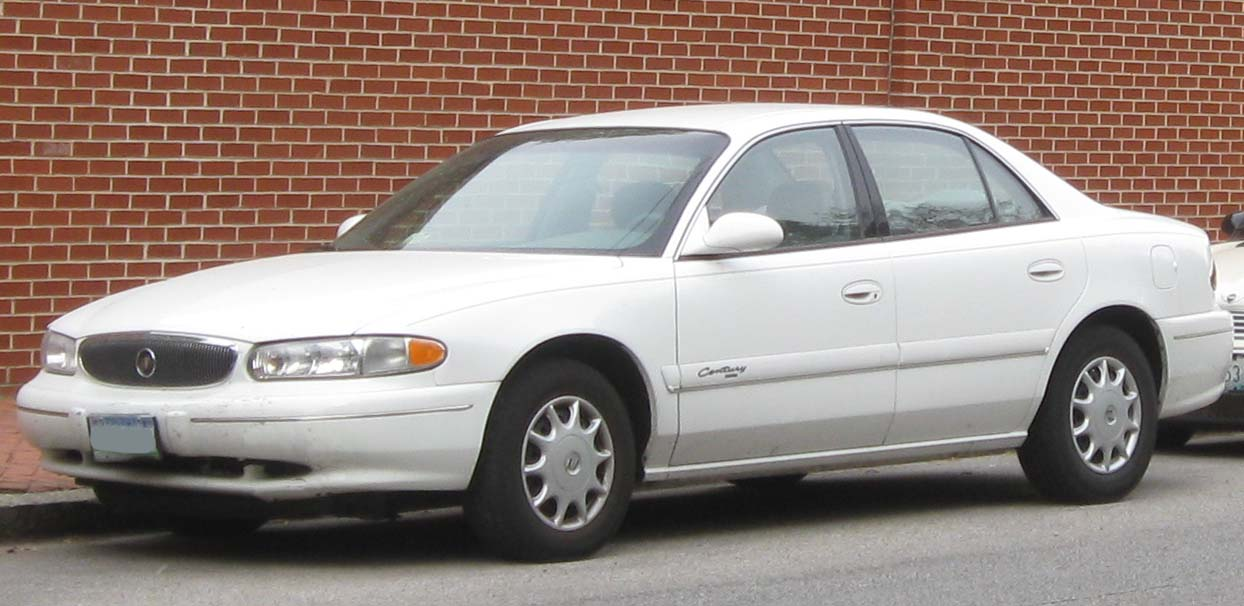

بیوک سنچری (Buick Century) خودرویی است.
بیوک سنچوری در اوج خود سال ١٩٧۵ در دو نسخه سدان و کوپه معرفی شد. بیجهت نبود که نام بیوک قرن (سنچوری) روی این خودرو گذاشته شد. در دهه هفتاد اوج رقابت خودرو سازها در بکار بردن قطعات با کیفیت و استاندارد بود که بیوک با این مدل رقبا رو جا گذاشت. رقبای این خودرو شورلت ایمپالا با الهام گرفتن از سنچوری در بازار رقابت بودند.
بیوک سنچوری در نسخه ۴ در بسیار محدود و به سفارش تولید شد. که فقط ۵٠ دستگاه از آن بسفارش شاه برای خلبانان گارد هوایی وارد ایران شد

## نگارخانه

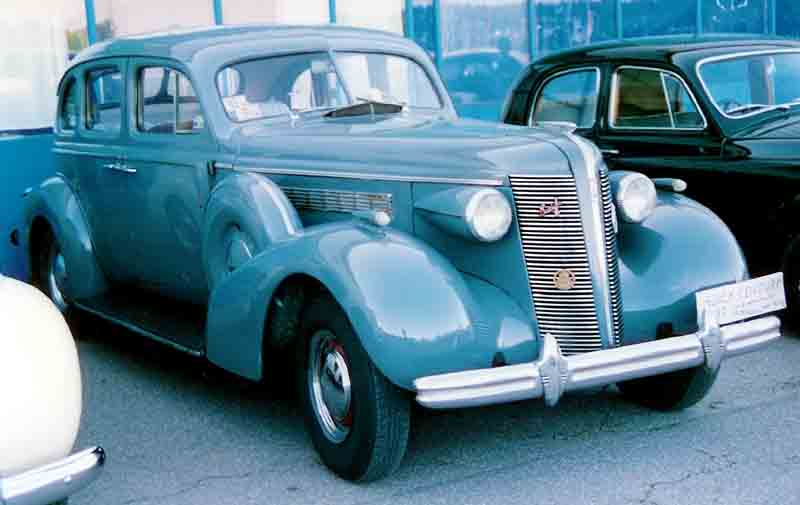
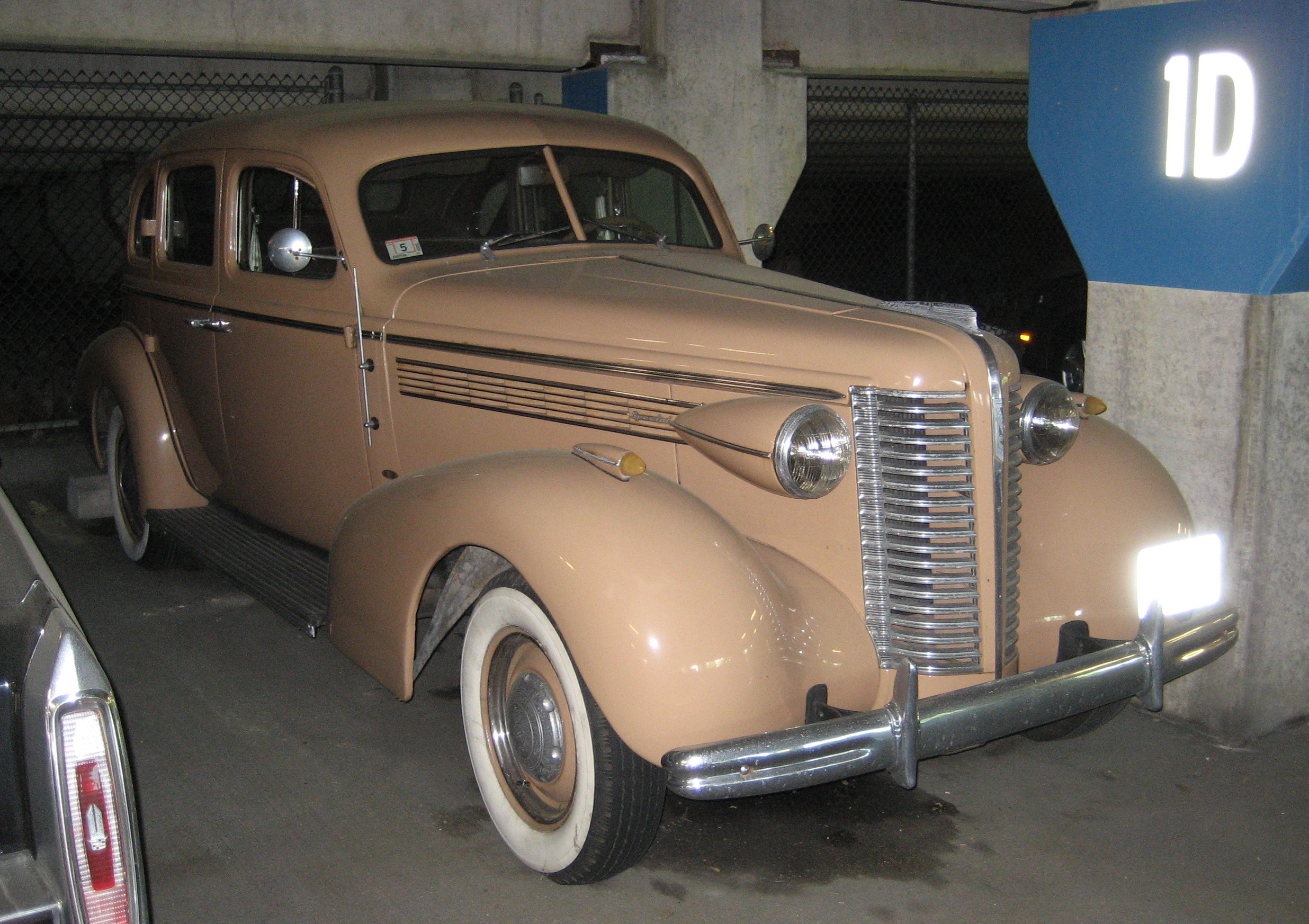
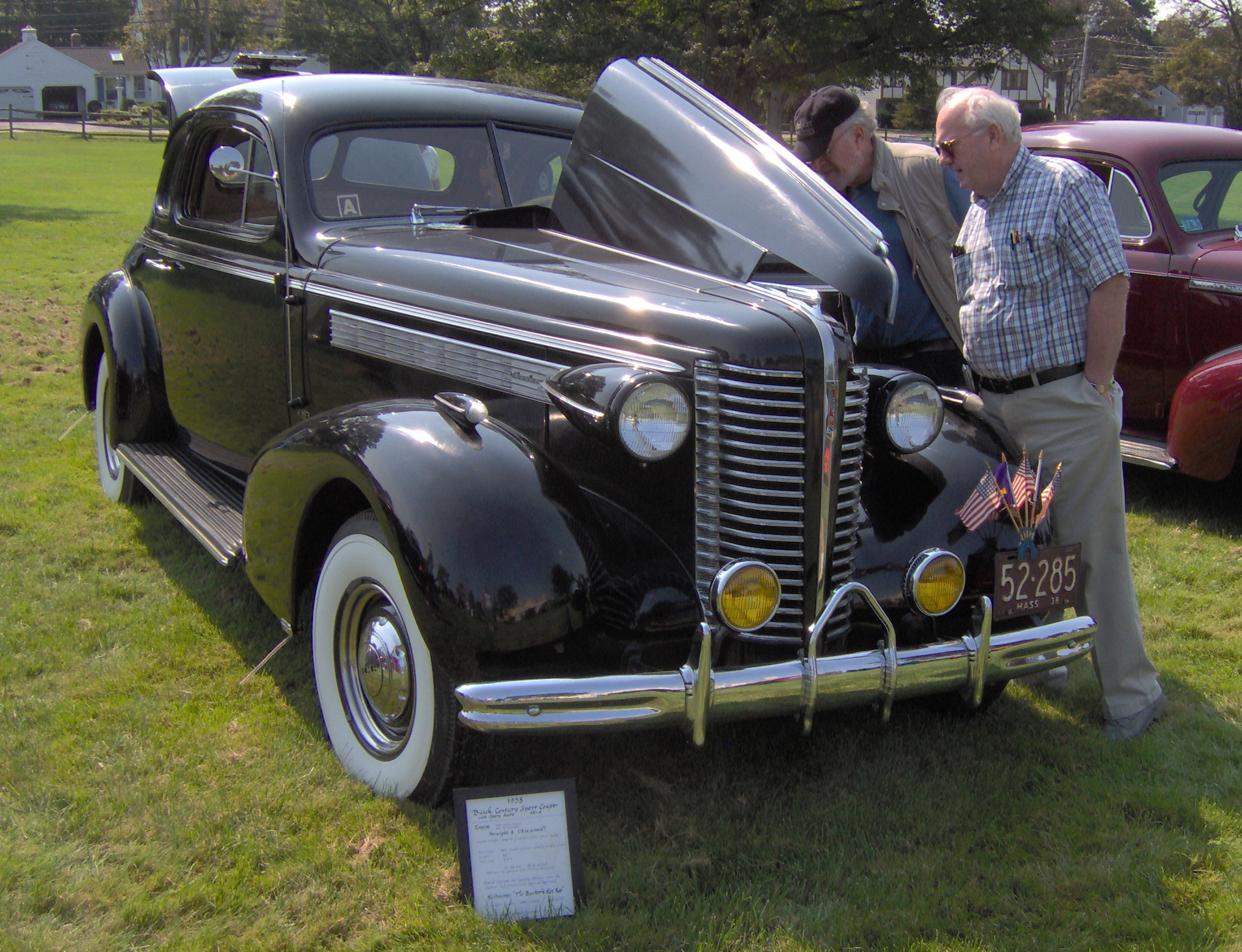
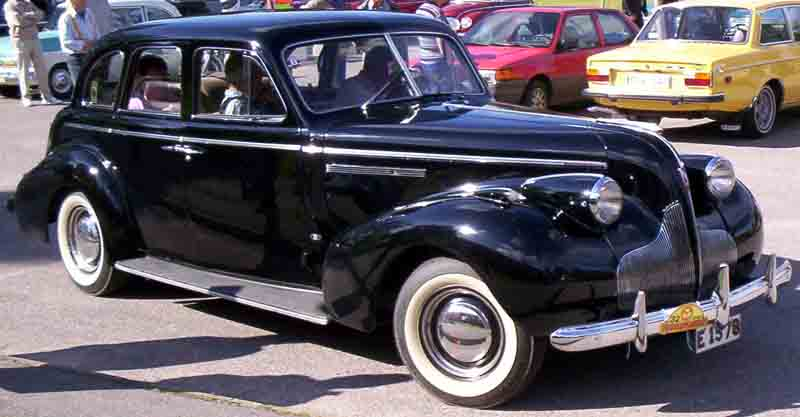
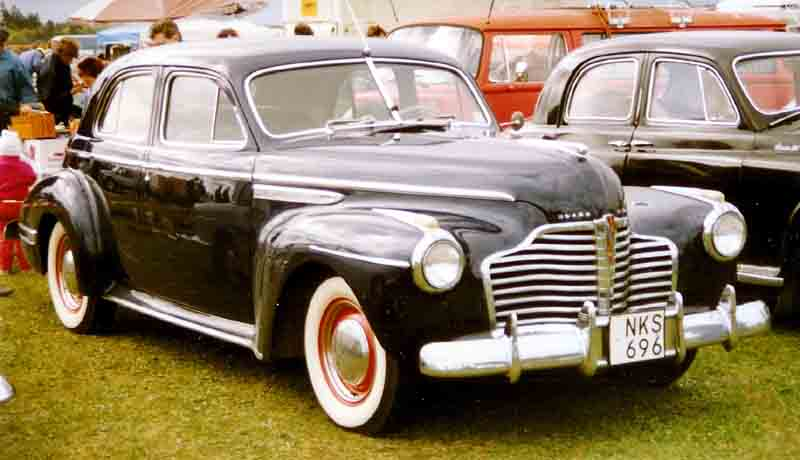